# Eli Gordón Rodríguez
Eli Gordón Rodríguez (Granollers, Vallès Oriental, 31 d'agost de 1986) és una corredora de muntanya catalana.
Llicenciada en Ciències de l'Activitat Física i l'Esport a l'INEFC de Barcelona, procedent del món del karate (2006 campiona Junior de karate a la Copa del Món de Conferderacions), començà a córrer en muntanya el 2013. La corredora natural de Granollers, resident a Montornès del Vallès, l'any 2017, després d'obtenir la victòria a l'OCC (Orsières-Champex-Chamonix) de 55 quilòmetres, deixà de ser una atleta desconeguda, i començà a ocupar un lloc important en el món del trail i a trepitjà podis. Gordón es proclamà campiona de l'Skyrunning National Championship SkyMarathon de la ISF (Federació Internacional d’Skyrunning) al guanyar la Marató de Muntanya de Borriol, una cursa, de 42 quilòmetres amb 2.550 metres de desnivell positiu, la segona prova de la Copa d'Espanya de Carreres de Muntanya FEDME. Aquest mateix any, es convertí també en campiona d'Espanya de Curses de Muntanya.
L'any 2019 fou reconeguda com a millor esportista en el marc de la XVIII Nit de l'Esport de Montornès.